# Tênis nos Jogos Olímpicos de Verão de 2024 - Duplas femininas
O torneio de duplas femininas do tênis nos Jogos Olímpicos de Verão de 2024 aconteceu de 27 de julho a 4 de agosto de 2024 no Stade Roland Garros, em Paris, França, com 64 tenistas (32 duplas) de 21 Comitês Olímpicos Nacionais.
As italianas Sara Errani e Jasmine Paolini derrotaram as Atletas Individuais Neutras, Mirra Andreeva e Diana Shnaider na final por 2 sets a 1, com parciais de 2–6, 6–1 e [10–7] para ganhar a medalha de ouro em duplas femininas. Foi a primeira medalha de ouro olímpica da Itália no tênis, e Errani completou a career Golden Slam (tornando-se a sétima mulher a fazê-lo, depois das irmãs Venus Williams e Serena Williams, Pam Shriver, Gigi Fernández, Barbora Krejčíková e Kateřina Siniaková) e se tornou a jogadora mais velha a ganhar uma medalha de ouro no tênis olímpico. Na disputa pela medalha de bronze, as espanholas Cristina Bucșa e Sara Sorribes Tormo derrotaram as tchecas Karolína Muchová e Linda Nosková por 2 sets a 0, com parciais de 6–2 e 6–2. Foi a primeira medalha olímpica da Espanha no tênis feminino desde 2008.
Krejčíková e Siniaková eram as atuais campeãs do evento em Tóquio 2020, mas perderam nas quartas de final para Andreeva e Shnaider. Andreeva se tornou a segunda jogadora mais jovem a ganhar uma medalha olímpica de tênis aos 17 anos, 3 meses e 6 dias (depois de Jennifer Capriati, que ganhou o ouro olímpico no evento individual feminino em 1992 aos 16 anos e 132 dias).

## Qualificação
Cada Comitê Olímpico Nacional (CON) poderia inscrever até duas duplas (quatro tenistas) no torneio. A qualificação para as duplas femininas se deu principalmente por meio do ranking da WTA. Existiam 32 vagas disponíveis para as duplas femininas.

## Formato
A competição é um torneio de eliminação única com uma disputa pela medalha de bronze. As partidas são em melhor de três sets. O desempate é disputado nos dois primeiros sets, chegando a 6–6, enquanto o terceiro set é um desempate único até que uma equipe marque dez pontos, com dois pontos de vantagem.

## Calendário
Horário local (UTC+2)
| Data                | Horário | Fase                |
| ------------------- | ------- | ------------------- |
| 27 de julho de 2024 | 12:00   | Primeira rodada     |
| 28 de julho de 2024 | 12:00   | Primeira rodada     |
| 29 de julho de 2024 | 12:00   | Oitavas de final    |
| 30 de julho de 2024 | 12:00   | Oitavas de final    |
| 31 de julho de 2024 | 12:00   | Quartas de final    |
| 1 de agosto de 2024 | 12:00   | Semifinal           |
| 4 de agosto de 2024 | 12:00   | Disputa pelo bronze |
| 4 de agosto de 2024 | 12:00   | Final               |

## Medalhistas
| Ouro   | ITA Sara Errani e Jasmine Paolini        |
| Prata  | AIN Mirra Andreeva e Diana Shnaider      |
| Bronze | ESP Cristina Bucșa e Sara Sorribes Tormo |

## Cabeças de chave
As cabeças de chaves foram divulgadas em 23 de julho de 2024.
01.   USA Coco Gauff / USA Jessica Pegula (oitavas)
02.   CZE Barbora Krejčíková / CZE Kateřina Siniaková (quartas)
03.   ITA Sara Errani / ITA Jasmine Paolini (campeã, medalha de ouro)
04.   USA Danielle Collins / USA Desirae Krawczyk (oitavas)
05.   CAN Gabriela Dabrowski / CAN Leylah Fernandez (oitavas)
06.   BRA Beatriz Haddad Maia / BRA Luisa Stefani (oitavas)
07.   UKR Marta Kostyuk / UKR Dayana Yastremska (oitavas, desistiu)
08.   ESP Cristina Bucșa / ESP Sara Sorribes Tormo (semifinal, medalha de bronze)

## Resultados
O sorteio das chaves foi realizado em 25 de julho de 2024. A competição foi realizada ao longo de sete dias até a definição das medalhistas.

### Legenda
| - Q = Qualifier - WC = Wild Card (convidado/a) - LL = Lucky Loser | - Alt = Alternate - SE = Special Exempt - PR = Protected Ranking (ranking protegido) | - w/o ou w.o. = Walkover (não compareceu) - r ou ab. = Retired (abandonou) - d = Defaulted (desclassificado) |

### Fase final
|  | Semifinal | Semifinal                                  | Semifinal                             | Semifinal | Semifinal |     |                                     | Final                                  | Final                                      | Final               | Final               | Final               |
|  |           |                                            |                                       |           |           |     |                                     |                                        |                                            |                     |                     |                     |
|  |           | CZE Karolína Muchová CZE Linda Nosková     | 3                                     | 2         |           |     |                                     |                                        |                                            |                     |                     |                     |
|  | 3         | ITA Sara Errani ITA Jasmine Paolini        | 6                                     | 6         |           |     |                                     |                                        |                                            |                     |                     |                     |
|  | 3         | ITA Sara Errani ITA Jasmine Paolini        | 6                                     | 6         |           | 3   | ITA Sara Errani ITA Jasmine Paolini | 2                                      | 6                                          | [10]                |                     |                     |
|  |           |                                            |                                       |           |           | 3   | ITA Sara Errani ITA Jasmine Paolini | 2                                      | 6                                          | [10]                |                     |                     |
|  |           |                                            | AIN Mirra Andreeva AIN Diana Shnaider | 6         | 1         | [7] |                                     |                                        |                                            |                     |                     |                     |
|  | 8         | ESP Cristina Bucșa ESP Sara Sorribes Tormo | AIN Mirra Andreeva AIN Diana Shnaider | 6         | 1         | [7] | 1                                   | 2                                      |                                            |                     |                     |                     |
|  | 8         | ESP Cristina Bucșa ESP Sara Sorribes Tormo |                                       |           |           |     | 1                                   | 2                                      |                                            |                     |                     |                     |
|  |           | AIN Mirra Andreeva AIN Diana Shnaider      | 6                                     | 6         |           |     |                                     | Disputa pelo bronze                    | Disputa pelo bronze                        | Disputa pelo bronze | Disputa pelo bronze | Disputa pelo bronze |
|  |           |                                            |                                       |           |           |     |                                     | CZE Karolína Muchová CZE Linda Nosková | 2                                          | 2                   |                     |                     |
|  |           |                                            |                                       |           |           |     |                                     | 8                                      | ESP Cristina Bucșa ESP Sara Sorribes Tormo | 6                   | 6                   |                     |

### Chave superior
| Primeira rodada | Primeira rodada                 | Primeira rodada | Primeira rodada | Primeira rodada |  |   | Oitavas de final                | Oitavas de final           | Oitavas de final | Oitavas de final | Oitavas de final |  |  | Quartas de final | Quartas de final            | Quartas de final | Quartas de final | Quartas de final |  |  | Semifinal | Semifinal                   | Semifinal | Semifinal | Semifinal |
|                 |                                 |                 |                 |                 |  |   |                                 |                            |                  |                  |                  |  |  |                  |                             |                  |                  |                  |  |  |           |                             |           |           |           |
| 1               | USA C Gauff USA J Pegula        | 6               | 6               |                 |  |   |                                 |                            |                  |                  |                  |  |  |                  |                             |                  |                  |                  |  |  |           |                             |           |           |           |
|                 | AUS E Perez AUS D Saville       | 3               | 1               |                 |  |   | 1                               | USA C Gauff USA J Pegula   | 6                | 4                | [5]              |  |  |                  |                             |                  |                  |                  |  |  |           |                             |           |           |           |
| PR              | AIN E Alexandrova AIN E Vesnina | 6               | 65              | [6]             |  |   | CZE K Muchová CZE L Nosková     | 2                          | 6                | [10]             |                  |  |  |                  |                             |                  |                  |                  |  |  |           |                             |           |           |           |
|                 | CZE K Muchová CZE L Nosková     | 2               | 7               | [10]            |  |   |                                 |                            |                  |                  |                  |  |  |                  | CZE K Muchová CZE L Nosková | 1                | 6                | [14]             |  |  |           |                             |           |           |           |
| PR              | ROU I-C Begu ROU M Niculescu    | 62              | 5               |                 |  |   |                                 |                            |                  |                  |                  |  |  |                  | TPE S-w Hsieh TPE C-y Tsao  | 6                | 4                | [12]             |  |  |           |                             |           |           |           |
|                 | TPE S-w Hsieh TPE C-y Tsao      | 7               | 7               |                 |  |   |                                 | TPE S-w Hsieh TPE C-y Tsao | w/o              |                  |                  |  |  |                  |                             |                  |                  |                  |  |  |           |                             |           |           |           |
| PR              | POL M Linette POL A Rosolska    | 4               | 1               |                 |  | 7 | UKR M Kostyuk UKR D Yastremska  |                            |                  |                  |                  |  |  |                  |                             |                  |                  |                  |  |  |           |                             |           |           |           |
| 7               | UKR M Kostyuk UKR D Yastremska  | 6               | 6               |                 |  |   |                                 |                            |                  |                  |                  |  |  |                  |                             |                  |                  |                  |  |  |           | CZE K Muchová CZE L Nosková | 3         | 2         |           |
| 3               | ITA S Errani ITA J Paolini      | 6               | 6               |                 |  |   |                                 |                            |                  |                  |                  |  |  |                  |                             |                  |                  |                  |  |  | 3         | ITA S Errani ITA J Paolini  | 6         | 6         |           |
|                 | NZL E Routliffe NZL L Sun       | 2               | 3               |                 |  |   | 3                               | ITA S Errani ITA J Paolini | 5                | 6                | [10]             |  |  |                  |                             |                  |                  |                  |  |  |           |                             |           |           |           |
|                 | NED A Rus NED D Schuurs         | 7               | 3               | [4]             |  |   | FRA C Garcia FRA D Parry        | 7                          | 3                | [8]              |                  |  |  |                  |                             |                  |                  |                  |  |  |           |                             |           |           |           |
|                 | FRA C Garcia FRA D Parry        | 62              | 6               | [10]            |  |   |                                 |                            |                  |                  |                  |  |  | 3                | ITA S Errani ITA J Paolini  | 6                | 6                |                  |  |  |           |                             |           |           |           |
|                 | GBR K Boulter GBR H Watson      | 6               | 6               |                 |  |   |                                 |                            |                  |                  |                  |  |  |                  | GBR K Boulter GBR H Watson  | 3                | 1                |                  |  |  |           |                             |           |           |           |
| PR              | GER A Kerber GER L Siegemund    | 2               | 3               |                 |  |   |                                 | GBR K Boulter GBR H Watson | 6                | 6                |                  |  |  |                  |                             |                  |                  |                  |  |  |           |                             |           |           |           |
| PR              | CHN Y Yuan CHN S Zhang          | 4               | 4               |                 |  | 6 | BRA B Haddad Maia BRA L Stefani | 3                          | 4                |                  |                  |  |  |                  |                             |                  |                  |                  |  |  |           |                             |           |           |           |
| 6               | BRA B Haddad Maia BRA L Stefani | 6               | 6               |                 |  |   |                                 |                            |                  |                  |                  |  |  |                  |                             |                  |                  |                  |  |  |           |                             |           |           |           |

### Chave inferior
| Primeira rodada | Primeira rodada                   | Primeira rodada | Primeira rodada | Primeira rodada |  |   | Oitavas de final                 | Oitavas de final                 | Oitavas de final | Oitavas de final | Oitavas de final |  |  | Quartas de final | Quartas de final                 | Quartas de final | Quartas de final | Quartas de final |  |  | Semifinal | Semifinal                        | Semifinal | Semifinal | Semifinal |
|                 |                                   |                 |                 |                 |  |   |                                  |                                  |                  |                  |                  |  |  |                  |                                  |                  |                  |                  |  |  |           |                                  |           |           |           |
| 8               | ESP C Bucșa ESP S Sorribes Tormo  | 6               | 6               |                 |  |   |                                  |                                  |                  |                  |                  |  |  |                  |                                  |                  |                  |                  |  |  |           |                                  |           |           |           |
|                 | ITA L Bronzetti ITA E Cocciaretto | 1               | 2               |                 |  |   | 8                                | ESP C Bucșa ESP S Sorribes Tormo | 6                | 6                |                  |  |  |                  |                                  |                  |                  |                  |  |  |           |                                  |           |           |           |
|                 | ARG ML Carlé ARG N Podoroska      | 6               | 6               |                 |  |   | ARG ML Carlé ARG N Podoroska     | 3                                | 4                |                  |                  |  |  |                  |                                  |                  |                  |                  |  |  |           |                                  |           |           |           |
|                 | GER T Korpatsch GER T Maria       | 3               | 0               |                 |  |   |                                  |                                  |                  |                  |                  |  |  | 8                | ESP C Bucșa ESP S Sorribes Tormo | 6                | 2                | [12]             |  |  |           |                                  |           |           |           |
|                 | UKR L Kichenok UKR N Kichenok     | 6               | 6               |                 |  |   |                                  |                                  |                  |                  |                  |  |  |                  | UKR L Kichenok UKR N Kichenok    | 3                | 6                | [10]             |  |  |           |                                  |           |           |           |
| PR              | CHN Xin Wang CHN S Zheng          | 1               | 4               |                 |  |   |                                  | UKR L Kichenok UKR N Kichenok    | 3                | 6                | [10]             |  |  |                  |                                  |                  |                  |                  |  |  |           |                                  |           |           |           |
|                 | GRE D Papamichail GRE M Sakkari   | 1               | 3               |                 |  | 4 | USA D Collins USA D Krawczyk     | 6                                | 4                | [7]              |                  |  |  |                  |                                  |                  |                  |                  |  |  |           |                                  |           |           |           |
| 4               | USA D Collins USA D Krawczyk      | 6               | 6               |                 |  |   |                                  |                                  |                  |                  |                  |  |  |                  |                                  |                  |                  |                  |  |  | 8         | ESP C Bucșa ESP S Sorribes Tormo | 1         | 2         |           |
| 5               | CAN G Dabrowski CAN L Fernandez   | 6               | 7               |                 |  |   |                                  |                                  |                  |                  |                  |  |  |                  |                                  |                  |                  |                  |  |  |           | AIN M Andreeva AIN D Shnaider    | 6         | 6         |           |
|                 | FRA C Burel FRA V Gracheva        | 1               | 5               |                 |  |   | 5                                | CAN G Dabrowski CAN L Fernandez  | 4                | 0                |                  |  |  |                  |                                  |                  |                  |                  |  |  |           |                                  |           |           |           |
|                 | AIN M Andreeva AIN D Shnaider     | 6               | 2               | [10]            |  |   | AIN M Andreeva AIN D Shnaider    | 6                                | 6                |                  |                  |  |  |                  |                                  |                  |                  |                  |  |  |           |                                  |           |           |           |
| PR              | AUS O Gadecki AUS A Tomljanović   | 3               | 6               | [6]             |  |   |                                  |                                  |                  |                  |                  |  |  |                  | AIN M Andreeva AIN D Shnaider    | 6                | 7                |                  |  |  |           |                                  |           |           |           |
|                 | JPN S Aoyama JPN E Shibahara      | 6               | 6               |                 |  |   |                                  |                                  |                  |                  |                  |  |  | 2                | CZE B Krejčíková CZE K Siniaková | 1                | 5                |                  |  |  |           |                                  |           |           |           |
|                 | ROU A Bogdan ROU J Cristian       | 2               | 3               |                 |  |   |                                  | JPN S Aoyama JPN E Shibahara     | 5                | 4                |                  |  |  |                  |                                  |                  |                  |                  |  |  |           |                                  |           |           |           |
| PR              | TPE H-c Chan TPE L Chan           | 4               | 0               |                 |  | 2 | CZE B Krejčíková CZE K Siniaková | 7                                | 6                |                  |                  |  |  |                  |                                  |                  |                  |                  |  |  |           |                                  |           |           |           |
| 2               | CZE B Krejčíková CZE K Siniaková  | 6               | 6               |                 |  |   |                                  |                                  |                  |                  |                  |  |  |                  |                                  |                  |                  |                  |  |  |           |                                  |           |           |           |